# Trận cao điểm Vimy
Trận cao điểm Vimy là một trận đánh quan trọng trên Mặt trận phía Tây của cuộc Chiến tranh thế giới thứ nhất diễn ra chủ yếu như một phần của Trận Arras, tại miền Nord-Pas-de-Calais của Pháp. Các lực lượng tham chiến chủ yếu là Quân đoàn Canada, với 4 sư đoàn và Tập đoàn quân số 6 của Đế quốc Đức, với 3 sư đoàn. Trận chiến đã kéo dài từ ngày 9 cho đến ngày 12 tháng 4 năm 1917, là một phần của giai đoạn đầu trong chiến dịch tấn công Arras của quân đội Anh – một cuộc tấn công nhử mồi cho chiến dịch Nivelle của quân đội Pháp.
Mục tiêu của chiến dịch tấn công của Quân đoàn Canada là để giành quyền kiểm soát vùng đất cao mà quân đội Đức chiếm giữ dọc theo một dốc đứng về điểm tấn cùng cực bắc của chiến dịch Arras. Điều này sẽ khẳng định rằng cánh quân phía nam của có thể tiến công mà không phải hứng chịu sự bắn lia của quân Đức. Được một hàng rào pháo di động hỗ trợ, Quân đoàn Canada đã đoạt được phần lớn cao điểm trong ngày đầu của cuộc tấn công. Thị trấn Thélus đã thất thủ trong ngày thứ hai của cuộc tiến công, cũng như là đỉnh của cao điểm ngay khi Quân đoàn Canada đè bẹp một chỗ lồi nơi quân đội Đức kháng cự mạnh mẽ. Mục tiêu cuối cùng của cuộc tấn công, một ngọn đồi nhỏ được cố thủ tọa lực ngoài thị trấn Givenchy-en-Gohelle, đã rơi vào tay Quân đoàn Canada vào ngày 12 tháng 4. Các lực lượng Đức sau đó đã triệt thoái về chiến tuyến Oppy–Méricourt.

Trận Vimy được xem là một bước tiến lớn nhất của quân đội phe Hiệp Ước trên Mặt trận phía Tây từ khi chiến tranh bùng nổ, và đem lại cho quân Canada khoảng 4.000 tù binh Đức. Trong khi đó, quân Canada cũng chịu thiệt hại tương nặng nề. Các nhà sử học nhìn nhận rằng Quân đoàn Canada chiếm được cao điểm Vimy là nhờ một hỗn hợp của sự cách tân về kỹ nghệ và chiến thuật, việc lập kế hoạch tỉ mỉ, sự hỗ trợ đắc lực của pháo binh và việc huấn luyện bao quát, cũng như là thất bại của Tập đoàn quân số 6 của Đức trong việc áp dụng thích đáng học thuyết phòng ngự mới của Đức. Trận đánh là dịp đầu tiên mà toàn bộ 4 sư đoàn của Lực lượng Viễn chinh Canada đã chung tay chiến đấu trong trận đánh và qua đó trở thành một biểu tượng mang tính dân tộc chủ nghĩa về sự thắng lợi và hy sinh của người Canada. Một phần đất 100 ha (250 mẫu Anh) của chiến trường xưa là nơi có một công viên kỷ niệm được bảo tồn và tại đây người ta đã xây nên Đại kỳ niệm Quốc gia Canada Vimy. Trong khi chiến thắng Vimy đã khiến cho người Canada dần dần thay đổi nhìn nhận về mình như những công dân của một lãnh thổ tự trị của Đế quốc Anh, ngày nay nó được ca ngợi như là trưởng thành của Canada với tư cách là một quốc gia.